# Cyclops (Film)
Cyclops (Originaltitel: キクロプス Kikuropusu, Alternativtitel: The Unborn) ist ein japanischer Splatterfilm von Jôji Iida aus dem Jahr 1987. Der Science-Fiction-Horrorfilm gehört dem Subgenre Biopunk an und wurde 1996 in Deutschland beschlagnahmt.

## Handlung
In nicht allzuferner Zukunft werden durch atomare Verseuchung immer mehr lebensfähige  Fehl- und Missgeburten zur Welt gebracht. Diese sogenannten Zyklopen besitzen eine Art drittes Auge und diverse Kräfte. Da sie als gefährlich gelten, werden sie eliminiert.
Ein Arzt will Experimente an den Zyklopen durchführen, lässt aber zunächst die falsche Schwester entführen. Derweil ist die richtige Frau in den Wehen und muss seit Wochen das Klinikbett hüten. Als der Arzt davon erfährt, versucht er das Baby per Kaiserschnitt zu entnehmen, doch er wird vom Freund der Frau, einem Zyklopen, gestellt. Es kommt zu einer blutigen Schlacht, bei denen beide Körper mutieren und an deren Ende die beiden zu einer widerwärtigen Kreatur verschmelzen. Am Ende springt auch das Zyklopenbaby aus der Mutter heraus und schließt sich ebenfalls dem Fleischklumpen an. Die Mutter steht ebenfalls auf und findet diesen.

## Hintergrund
Cyclops ist das professionelle Debütwerk von Jôji Iida nach einigen Studentenfilmen. Der Film wurde Direct-to-Video produzierte und versuchte auf der erfolgreichen V-Cinema-Welle in Japan mitzuschwimmen. Er erschien am 26. Oktober 1987 in Japan. Einige Fans sorgten dafür, das auch vereinzelte Kinovorführungen stattfanden. Inspiriert waren die Szenen des Films unter anderem von John Carpenters Das Ding aus einer anderen Welt (1982) und Philip Kaufmans Die Körperfresser kommen (1978).
Der Film hatte in Deutschland keine offizielle Veröffentlichung. Jedoch wurde eine Laserdisc ohne deutsche Tonspur und ohne Untertitel unter dem Namen The Unborn eingeführt. Diese wurde am 28. März 1996 vom Amtsgericht Tiergarten nach § 131 StGB  (Gewaltdarstellung) bundesweit beschlagnahmt.
2021 veröffentlichte Cinestrange Extreme über Österreich eine deutsch synchronisierte sowie untertitelte Fassung und veröffentlichte diese als Mediabook mit einem Begleittext von Nando Rohner und Christoph N. Kellerbach sowie einem Audiokommentar von Christoph N. Kellerbach.

## Rezeption
Frank Trebbin, dem nur das Original vorlag, schrieb in seinem Standarddwek Die Angst sitzt neben dir: „Der Höhepunkt von „The Unborn“ ist eine derbe, ziemlich schleimige F/X-Orgie, die in ihrer Ungeschlachtheit an „Seeding of a Ghost“ erinnert. Mit diesem gorigen Ende ist George Iidas Film definitiv nicht für Schwangere zu empfehlen.“